# Миронов, Ливерий Евграфович
Ливерий Евграфович Миронов — советский хозяйственный, государственный и политический деятель.

## Биография
С 1935 года — на хозяйственной, общественной и политической работе. В 1935—1964 гг. — начальник шахты «Пик» «Каббалкредмета» и рудника «Молибден» Тырныаузского горно-металлургического комбината, участник Великой Отечественной войны, боец истребительного батальона, участник минирования и взрыва объектов рудника, в эвакуации в Читинской области, работник Джиддинского горно-металлургического комбината, руководитель рудника, диспетчер Тырныаузского горно-металлургического комбината.
Избирался депутатом Верховного Совета СССР 3-го созыва. Награждён знаком «Отличник соцсоревнования цветной металлургии».
Умер в 1966 году в Тырныаузе.